# Yuan Qiqi
Yuan Qiqi (chinesisch 袁琦琦 * 26. Oktober 1995 in Zhangjiagang) ist eine chinesische Leichtathletin, die sich auf den Sprint spezialisiert hat. In den Jahren 2015 und 2023 wurde sie Asienmeisterin in der 4-mal-100-Meter-Staffel und gewann 2018 gewann sie eine Silbermedaille bei den Asienspielen.

## Sportliche Laufbahn
Erste internationale Erfahrungen sammelte Yuan Qiqi 2013 bei den Ostasienspielen in Tianjin, bei denen sie über 200 Meter die Silber- sowie mit der chinesischen 4-mal-100-Meter-Staffel Gold gewann. Im Jahr darauf belegte sie bei den IAAF World Relays 2014 auf den Bahamas den fünften Platz im B-Finale. Bei den Juniorenasienmeisterschaften in Taipeh gewann sie in 11,64 s die Silbermedaille über 100 Meter hinter ihrer Landsfrau Liang Xiaojing und schied über 200 Meter mit 25,09 s in der ersten Runde aus. Zudem siegte sie mit 45,34 s auch mit der Staffel. Anschließend nahm sie erstmals an den Asienspielen im südkoreanischen Incheon teil und wurde dort in 11,68 s Sechste im 100-Meter-Lauf. Im Jahr darauf belegte sie bei den World Relays mit der 4-mal-200-Meter-Staffel den vierten Platz und schied mit der 4-mal-100-Meter-Staffel in der ersten Runde aus. Anfang Juni nahm sie erstmals an den Asienmeisterschaften im heimischen Wuhan teil und erreichte dort über 100 Meter das Halbfinale. Mit der chinesischen Stafette sicherte sie sich in neuer Meisterschaftsrekordzeit von 43,10 s die Goldmedaille vor Japan und Thailand.
2016 gewann sie bei den Hallenasienmeisterschaften in Doha in 7,33 s die Silbermedaille im 60-Meter-Lauf hinter der Kasachin Wiktorija Sjabkina und qualifizierte sich auch für die Hallenweltmeisterschaften in Portland, bei denen sie mit 7,48 s in der ersten Runde ausschied. Während der Freiluftsaison qualifizierte sie sich für die Olympischen Spiele in Rio de Janeiro, bei denen sie im Einzelbewerb über 100 Meter mit 11,56 s in der ersten Runde ausschied. Auch mit der chinesischen Staffel erreichte sie mit 42,70 s als Neunte der Qualifikation nicht das Finale. Bei den IAAF World Relays 2017 gewann sie mit der 4-mal-100-Meter-Staffel die Bronzemedaille hinter Deutschland und Jamaika und belegte mit der 4-mal-200-Meter-Staffel Rang acht. 2018 gewann sie bei den Asienspielen in Jakarta mit der Staffel in 42,84 s die Silbermedaille hinter der Mannschaft aus Bahrain. Anschließend wurde sie mit der Staffel beim Continentalcup in Ostrava Dritte. 2019 gewann sie bei den Militärweltspielen in Wuhan in 43,45 s die Silbermedaille mit der Staffel hinter dem brasilianischen Team. 2023 schied sie bei den Asienmeisterschaften in Bangkok mit 24,00 s im Halbfinale über 200 Meter aus und siegte mit der Staffel in 43,35 s gemeinsam mit Liang Xiaojing, Wei Yongli und Ge Manqi. Im Oktober siegte sie bei den Asienspielen in Hangzhou in 43,39 s mit der Staffel gemeinsam mit Liang Xiaojing, Wei Yongli und Ge Manqi.
2017 wurde Yuan Chinesische Meisterin im 100-Meter-Lauf. Sie absolvierte ein Studium an der Shanghai-Universität.

## Persönliche Bestzeiten
- 100 Meter: 11,29 s (−0,1 m/s), 18. Mai 2016 in Peking
  - 60 Meter (Halle): 7,25 s, 23. März 2018 in Peking
- 200 Meter: 23,28 s (0,0 m/s), 5. September 2017 in Tianjin
  - 200 Meter (Halle): 23,91 s, 24. Februar 2017 in Xianlin